# Lars-Erik Moberg
Lars-Erik Moberg (Katrineholm, Sudermânia, 7 de agosto de 1957) é um ex-canoísta sueco especialista em provas de velocidade.

## Carreira
Foi vencedor das medalhas de prata em K-1 500 m, em K-2 500 m com o seu colega de equipa Per-Inge Bengtsson e em K-4 1000 m com os seus colegas de equipa Per-Inge Bengtsson, Tommy Karls e Thomas Ohlsson em Los Angeles 1984.